# 시흥매화중학교
시흥매화중학교(始興梅花中學校)는 대한민국 경기도 시흥시 매화동에 있는 공립 중학교이다.

## 학교 연혁
- 2008년 1월 7일 : 시흥매화중학교 설립인가
- 2008년 3월 1일 : 초대 이승용 교장 취임
- 2008년 3월 4일 : 제1회 입학식 (201명 남 116명, 여 85명) 6학급 편성
- 2009년 3월 2일 : 2009학년도 방과후활동시범학교 운영 (경기도교육청 지정)
- 2011년 2월 10일 : 제1회 졸업식 (200명 남 116명, 여 84명)
- 2011년 9월 1일 : 혁신학교, 자율학교, 주5일 수업제 시범학교 운영 (경기도교육청 지정)
- 2021년 9월 1일 : 제6대 엄기포 교장 취임
- 2024년 1월 5일 : 제14회 졸업식(79명 남 41명, 여 38명)
- 2024년 3월 4일 : 제17회 입학식(89명 남 49명, 여 40명)
- 2024년 3월 4일 : 학급편성(1학년 4학급, 2학년 3학급, 3학년 4학급, 특수 1학급, 계 11(1)학급)

## 참고 자료
- 시흥매화중학교 - 한국교육학술정보원 학교알리미